# Ornichia trinervis
Ornichia trinervis är en gentianaväxtart som först beskrevs av Louis Auguste Joseph Desrousseaux, och fick sitt nu gällande namn av J. Klackenberg. Ornichia trinervis ingår i släktet Ornichia och familjen gentianaväxter. Inga underarter finns listade i Catalogue of Life.